# Бонетти, Ивано
Ивано Бонетти (итал. Ivano Bonetti; 1 августа 1964, Брешиа, Италия) — итальянский футболист и футбольный тренер.

## Биография
Родился в 1964 году в городе Брешиа. Его отец Альбо Бонетти до второй мировой войны был игроком местного клуба «Брешиа». Футболистами также стали братья Ивано — Марио и Дарио.
Воспитанник клуба «Брешиа», в котором и начал профессиональную карьеру в 1981 году. В 1984 подписал контракт с «Дженоа», где провёл один сезон. В 1985 году Бонетти стал игроком «Ювентуса». В дебютный сезон в новом клубе сыграл лишь два матча, но стал чемпионом Италии. В следующем сезоне провёл за команду 16 матчей и забил 2 гола, заняв второе место в лиге. Также принимал участие в Кубке европейских чемпионов. 
В 1987 году перешёл в клуб Серии Б «Аталанта». В сезоне 1987/88 вместе с клубом дошёл до полуфинала Кубка обладателей кубков и помог своей команде вернуться в Серию А. Покинул клуб после окончания сезона и следующие несколько лет выступал за клубы Серии А «Болонья» и «Сампдория». В сезоне 1990/91 в составе «Сампдории» выиграл чемпионат Италии, а в следующем сезоне дошёл с клубом до финала Кубка европейских чемпионов, где в финальном матче итальянский клуб уступил «Барселоне» со счётом 0:1.
В сезоне 1993/94 Бонетти вернулся в «Болонью», а в сезоне 1994/95 поочерёдно выступал за «Торино» и «Брешию». Затем, в 1995 году уехал в Англию, где отыграл два сезона в Чемпионшипе за клубы «Гримсби Таун» и «Транмир Роверс», а в октябре 1997 года сыграл два матча за «Кристал Пэлас» в Премьер-лиге. В конце 1997 года вернулся в Италию, где выступал за «Дженоа» и «Сестрезе». В 2000 году Бонетти стал играющим тренером в шотландском клубе «Данди». Он был уволен из клуба летом 2002 года, после чего завершил профессиональную карьеру.

## Достижения
«Ювентус»
- Чемпион Италии: 1985/86

«Сампдория»
- Чемпион Италии: 1990/91
- Обладатель Суперкубка Италии: 1991
- Финалист Кубка европейских чемпионов: 1991/92